# Anita Serogina
Anita Serogina est une karatéka ukrainienne née le 16 janvier 1990. 
Elle a remporté la médaille d'or en kumite moins de 61 kilos aux championnats d'Europe de karaté 2013 à Budapest. 
Elle est médaillée d'argent des moins de 61 kg aux Championnats d'Europe de karaté 2018 à Novi Sad et médaillée de bronze de cette même catégorie aux Championnats d'Europe de karaté 2019 à Guadalajara ainsi qu'aux championnats d'Europe 2022 à Gaziantep.
Elle est médaillée d'argent en kumite dans la catégorie des moins de 61 kg aux championnats d'Europe 2023 à Guadalajara ainsi qu'aux Jeux européens de 2023 à Bielsko-Biała.